# 平松義朗
平松 義朗（ひらまつ よしお、1958年 - ）は、東京都出身の日本の会社経営者。現在はIWORKS.inc取締役、私立星美学園小学校、エコールドパピオン（イスタンブール）トルコ共和国、成蹊学園国際特別学級、成蹊中学校・高等学校を経て、成蹊大学経済学部経済学科入学。

## 略歴
- 1982年3月 成蹊大学経済学部経済学科卒業。
- 1982年4月 トッパン・ムーアビジネスシステムズ株式会社[1]入社、第一営業本部第一課配属（金融・商社・流通の大手クライアント担当）

※日本IBMのビジネスパートナーとして日本IBMと共にco-marketing（市場拡大） 
主要クライアント
日本興業銀行（現: みずほ銀行）: 『IBIS』、『BIS』情報系インフラやディーリングシステムなど
三菱銀行（現: 三菱UFJ銀行）: 『MIDAS』や『市町村税システム』など
ダイヤモンドコンピューターサービス（現: 三菱総研DCS株式会社）: 『CAMS』などのシステム
伊藤忠商事: 『COS-GⅡ』システム
味の素ゼネラルフーヅ（現: 味の素AGF）: 『全社システム』や『ロジスティック』システムなど構築
- 1988年 日本IBMよりプレジデントオブセールス（初代）を受賞
- 1991年4月 第一営業本部第二課　課長（金融、流通担当）
- 1997年2月 同社退社
- 1997年3月 株式会社創芸（現: 株式会社DGコミュニケーションズ）入社、マーケティング本部マーケティング局配属（主に不動産関連のマーケティング（主要クライアント: 野村不動産、三菱地所、三井不動産などを担当）
- 2005年1月 同社退社
- 2006年3月 株式会社デベロップジャパン入社
- 2007年4月 マーケティング事業部　ゼネラルマネージャ
- 2008年4月 同社 取締役（ビジネスインテリジェンス事業部長兼任）
- 2009年12月同社 取締役辞任